# If You Leave Me Now (singolo Chicago)
If You Leave Me Now è una nota canzone pop-rock incisa dal gruppo musicale statunitense Chicago nel 1976, facente parte dell'album Chicago X. Autore del brano è il bassista e voce del gruppo Peter Cetera.
Si trattò del primo successo di rilievo del gruppo: il singolo, prodotto da James William Guercio e pubblicato su etichetta CBS. Rimase per due settimane in testa alle classifiche dei dischi pop negli Stati Uniti aggiudicandosi un Disco d'oro; inoltre, vinse un Premio Grammy nella categoria "Miglior interpretazione di un duo o gruppo" e fu giudicato "disco dell'anno". Fu anche l'unico singolo dei Chicago ad aver raggiunto il primo posto nel Regno Unito, dove rimase in testa alle classifiche per 3 settimane.

## Descrizione

### Testo
Il testo si presenta come un'implorazione alla persona amata di non troncare la relazione. Tale implorazione è sottolineata dalle parole del ritornello "Uh uh uh uh no baby please don't go", ovvero "Uh uh uh uh no, baby, non andartene".

## Tracce

### Versione originale[4]
1. If You Leave Me Now 3:53
2. Together Again 3:47

### Versione del 1982 (Italia)[6]
1. If You Leave Me Now
2. 25 or 6 to 4

## Formazione
- Peter Cetera - voce
- Terry Kath - chitarra a 12 corde, chitarra acustica
- Robert Lamm - piano elettrico
- Danny Seraphine - batteria
- Laudir de Oliveira - conga, cimbalini a dita, fūrin
- Jimmy Pankow - trombone
- Lee Loughnane - tromba
- Walt Parazaider - corno

Ospiti
- James William Guercio - chitarra acustica, contrabbasso
- Jimmie Haskell - corde e orchestrazione del corno

## Classifiche
| Paese       | Posizione massima | Nr. di settimane |
| ----------- | ----------------- | ---------------- |
| Australia   | 1                 |                  |
| Italia      | 3                 |                  |
| Regno Unito | 1                 |                  |
| Stati Uniti | 1                 |                  |

## Cinema e TV
- Il brano fu inserito nella colonna sonora del film del 2005 diretto da Nigel Cole Sballati d'amore (A Lot Like Love)[8]
- Una versione del brano fu inserita in un episodio della terza stagione della serie televisiva Modern Family[9]
- Fu inserito anche nella colonna sonora di Grand Theft Auto V su Los Santos Rock Radio
- È nella colonna sonora del film Le idee esplosive di Nathan Flomm

## Altre versioni
Tra i numerosi interpreti che ne hanno incisa o interpretata una propria versione, figurano,  tra gli altri (in ordine alfabetico),
- 3T
- John Barrowman (2007)
- Cilla Black (1980)
- Boyz II Men (nell'album Love del 2009[10])
- Elkie Brooks (1981)
- Earth, Wind & Fire
- Elastic Band (singolo del 1992[11])
- Ann-Mette Elten (2009)
- René Froger (1980)
- Thelma Houston e Jerry Butler (1977)
- The Isley Brothers con Ronald Isley (2001)
- The King's Singers (1989)
- Paul Mauriat e la sua orchestra (1977)
- Mina (nell'album Finalmente ho conosciuto il conte Dracula..., 1985)
- Günther Neefs (1999)
- Piet Noordijk (1977)
- Fausto Papetti (1977)
- Joshua Payne (2004)
- La Quinta Faccia
- Maggie Reilly (2002)
- Nils Tibor (1977)
- Marti Webb (nell'album omonimo del 1999)
- Frances Yip (1977)